# Rhynchosia burkartii
Rhynchosia burkartii är en ärtväxtart som beskrevs av Renée Hersilia Fortunato. Rhynchosia burkartii ingår i släktet Rhynchosia och familjen ärtväxter. Inga underarter finns listade i Catalogue of Life.